# フジュロル (オート＝ソーヌ県)
フジュロル （Fougerolles）は、フランス、ブルゴーニュ＝フランシュ＝コンテ地域圏、オート＝ソーヌ県の旧コミューン。
フジュロルは、特産のサクランボとキルシュ酒で知られている。

## 地理

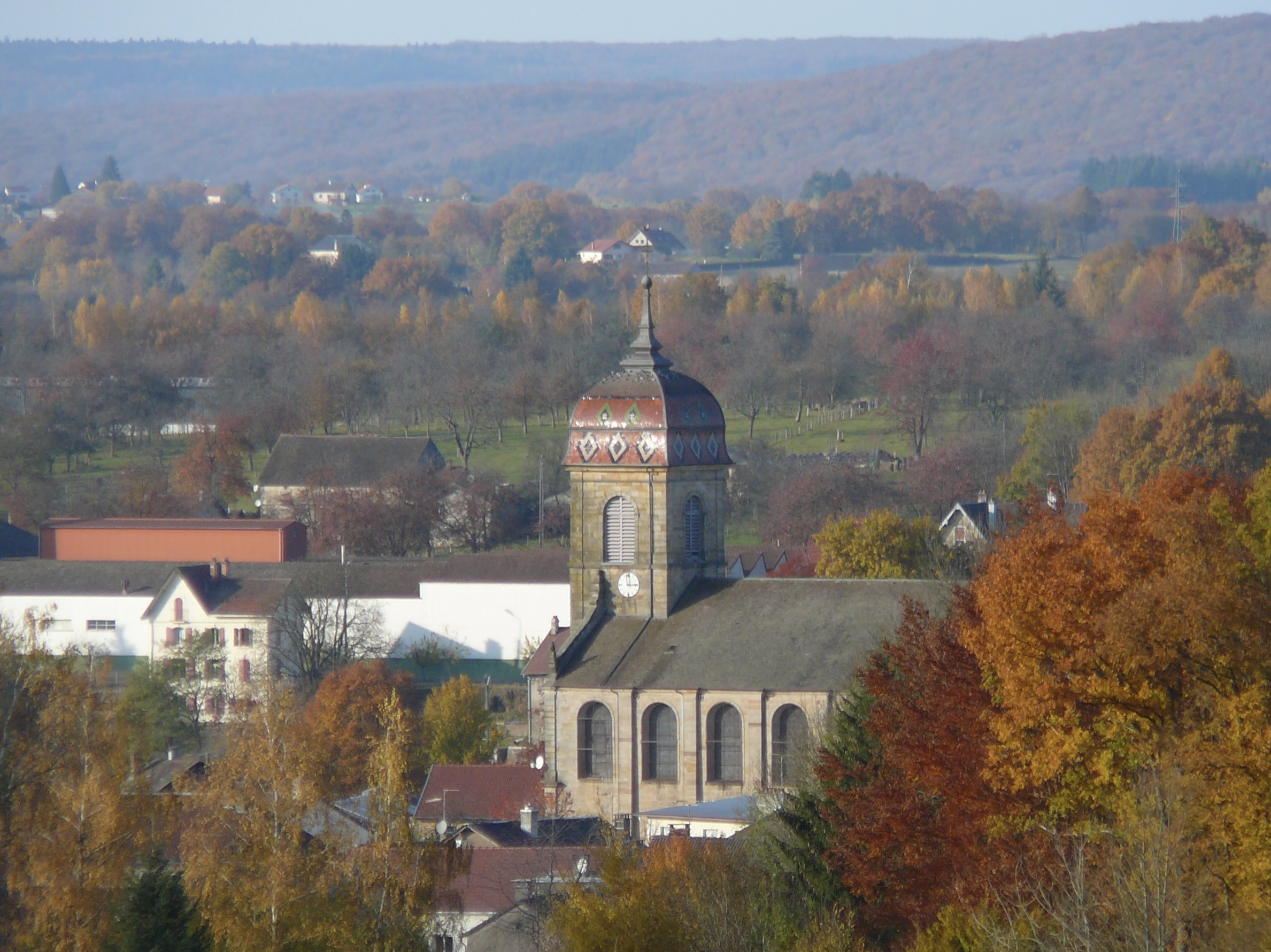
教会の鐘楼

フジュロルは面積が5112ヘクタールと、かなり広大な面積を持ち、県内ではシャンリットに次いで2番目に広いコミューンである。境界をロレーヌ地方と接し、多くの集落を持つ。
コミューンを流れるのはコンボーテ川で、この川はシャトー地区にある（隣接するヴォージュ県のコミューン）ヴァル・ダジョルとの境界付近から流れ、町の中心部とシャヴァンヌ地区を横切り、コルブネーの方向へ流れていく。
国道57号線のバイパスが市内を通る前は、重い貨物車両を含む幾度かの大事故が起きていた。
189のコミューンが含まれる、バロン・デ・ヴォージュ地域圏自然公園に含まれている。

## 歴史

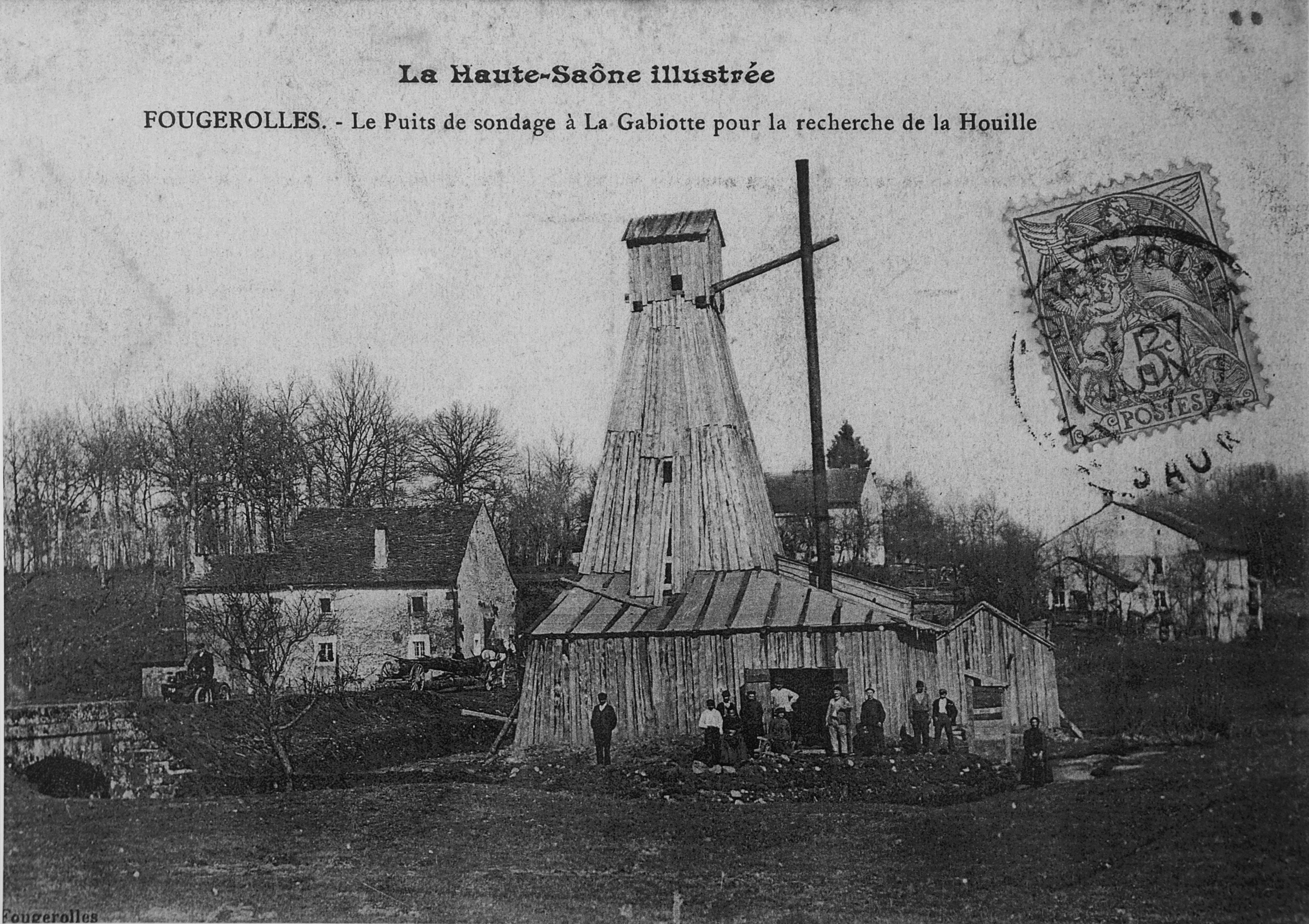
ギャビオット掘削孔

ケルト人の定住地は、新石器時代の不思議な石、ロジュ川のメルル石のような数多くの石の存在によって認められている。ガロ＝ローマ時代には、リュクスイユとプロンビエールとの間を通るローマ街道がフジュロルの地を通過していた。
中世盛期、フォーコニェイ領主が3人の息子のうち1人をフジュロル・ル・シャトーの領主においたとき、森が全ての空間を征服していた。その後13世紀に、この領地はルミルモン修道院領の遠隔地となった。
フジュロルの領地は、フランス王国、ブルゴーニュ公領、ロレーヌ公領の未確定の国境地帯に位置しており、ルイ14世が征服するまで広大な土地が残っていた。フジュロルがフランス王に忠誠を誓ったのは1683年だった。コミューンが公式にフランス王国に併合されたのは1704年、ルイ14世とロレーヌ公レオポルトが締結したブザンソン条約によってである。フジュロルは、1678年のナイメーヘンの和約でフランス領となったフランシュ＝コンテの一部となった。
1838年、その後1906年、ル・シャンおよびギャビオット地区で2か所の掘削孔が掘られた。ロンシャン炭鉱から約25km離れた、未発見の石炭盆地の延長部分を探索するためだった。
第二次世界大戦中、ドイツに占領されていたフジュロルが解放されたのは、1944年9月17日だった。
2019年1月1日、隣接するサン・ヴァルヴェールと合併し、コミューン・ヌーヴェル（fr。地方自治体改革の2010年12月16日施行の2010-1563法第21条による、合併によって新設されたコミューン）のフジュロル＝サン＝ヴァルヴェールとなった。

## 人口統計
| 1962年 | 1968年 | 1975年 | 1982年 | 1990年 | 1999年 | 2007年 | 2014年 |
| ------ | ------ | ------ | ------ | ------ | ------ | ------ | ------ |
| 4185   | 4247   | 4043   | 4155   | 4167   | 3967   | 3852   | 3721   |

参照元:1962年から1999年までは複数コミューンに住所登録をする者の重複分を除いたもの。それ以降は当該コミューンの人口統計によるもの。1999年までEHESS/Cassini、2006年以降INSEE。

## 史跡

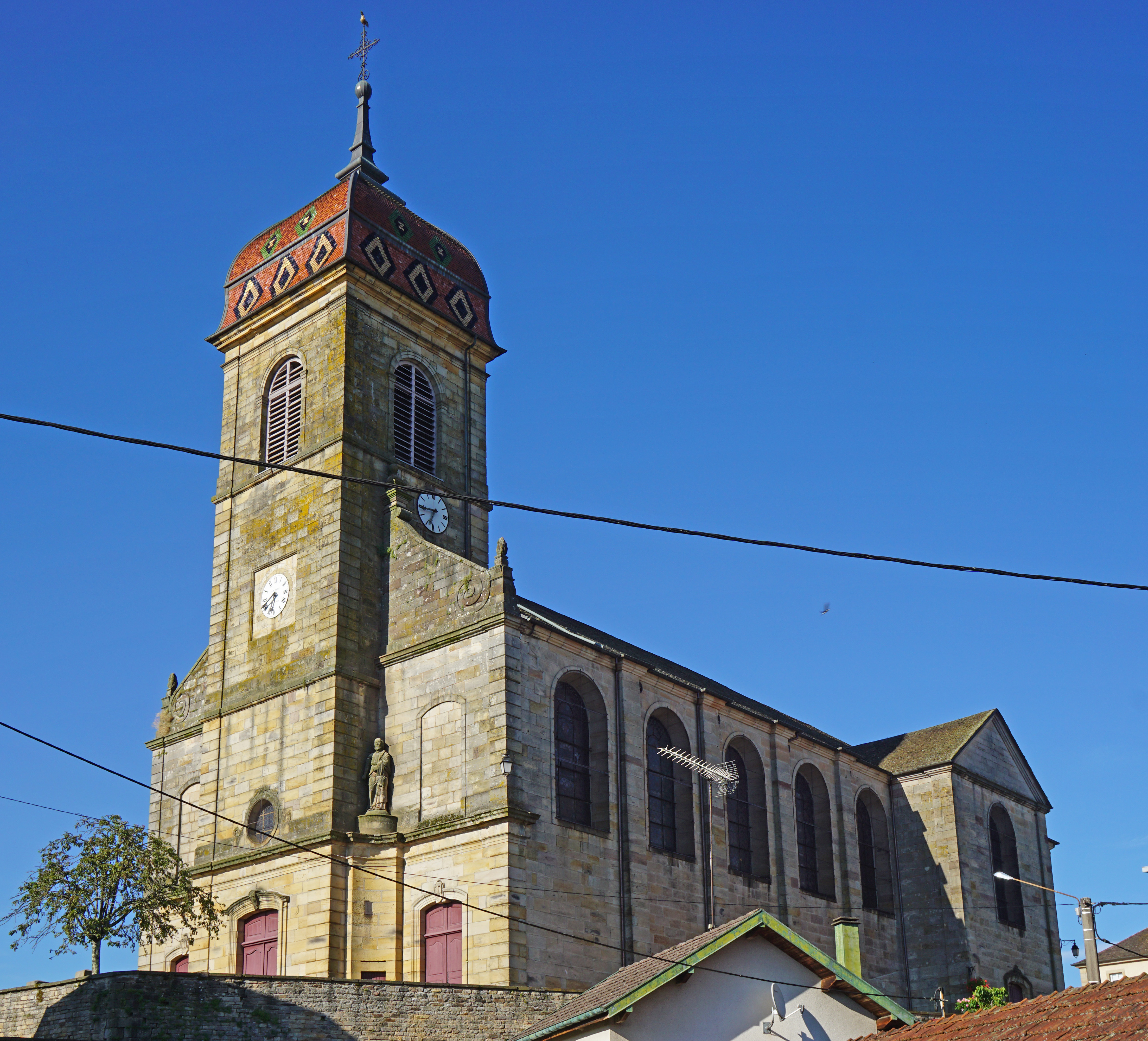
サンテティエンヌ教会
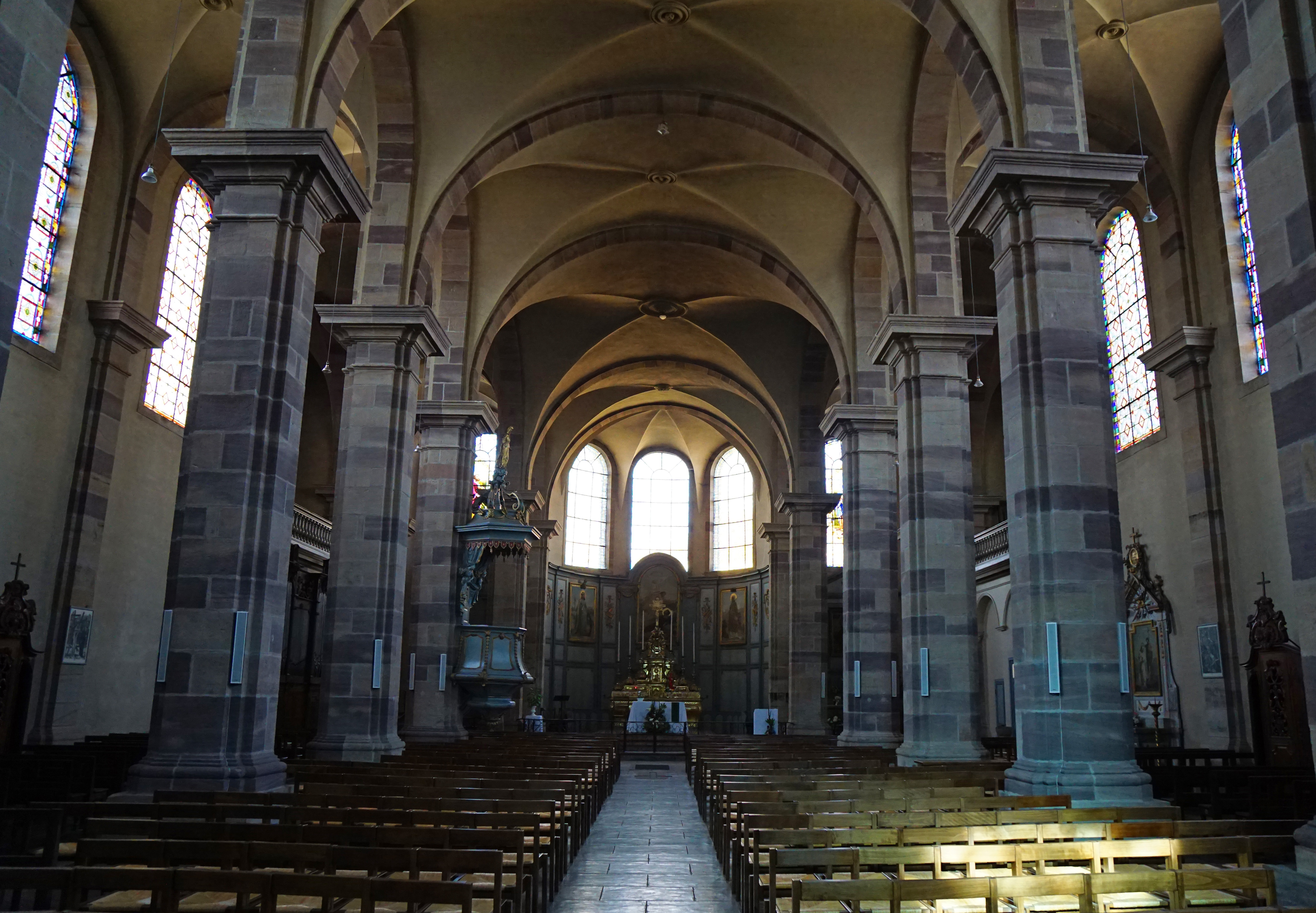
教会内部
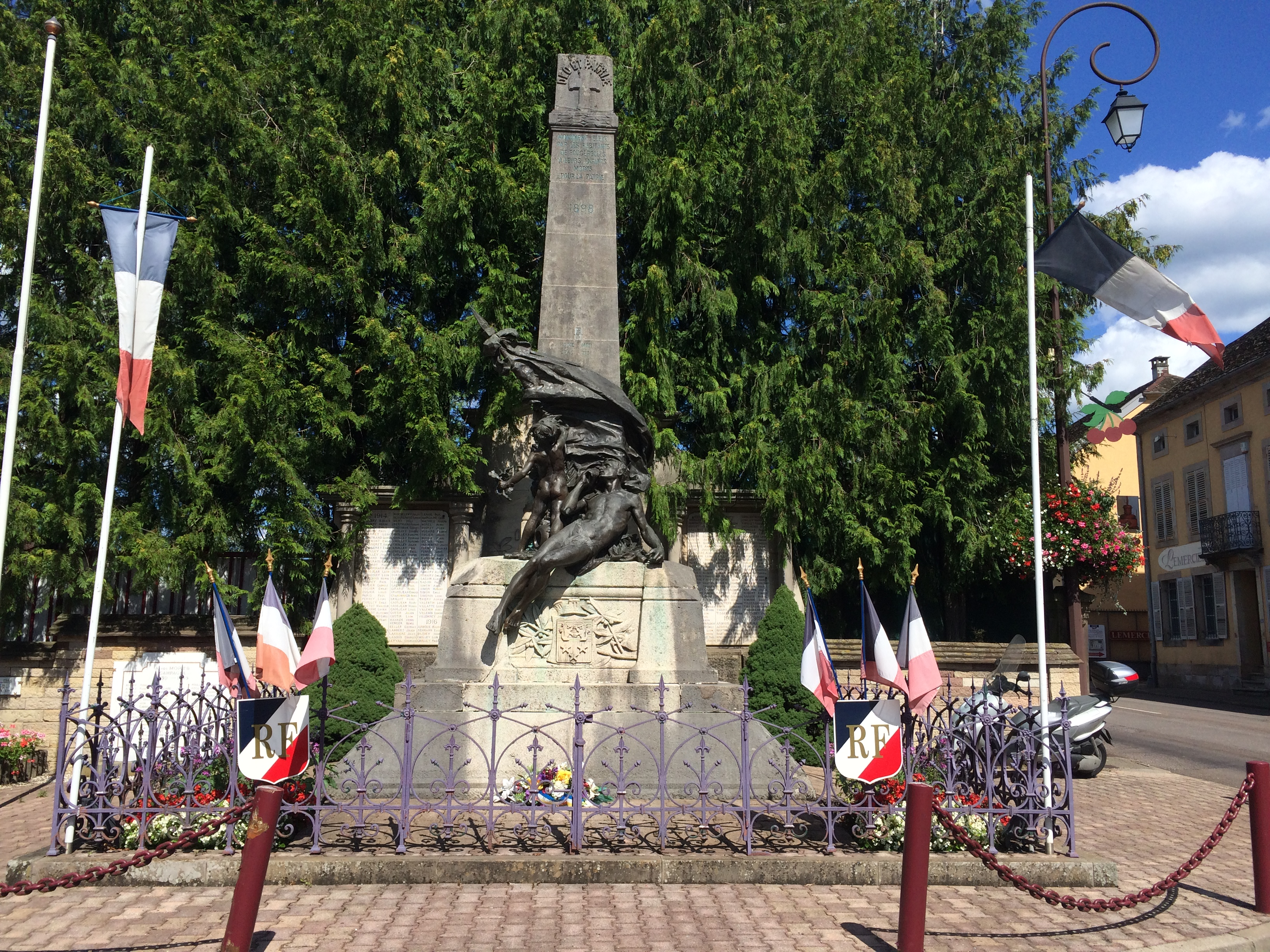
戦死者記念碑
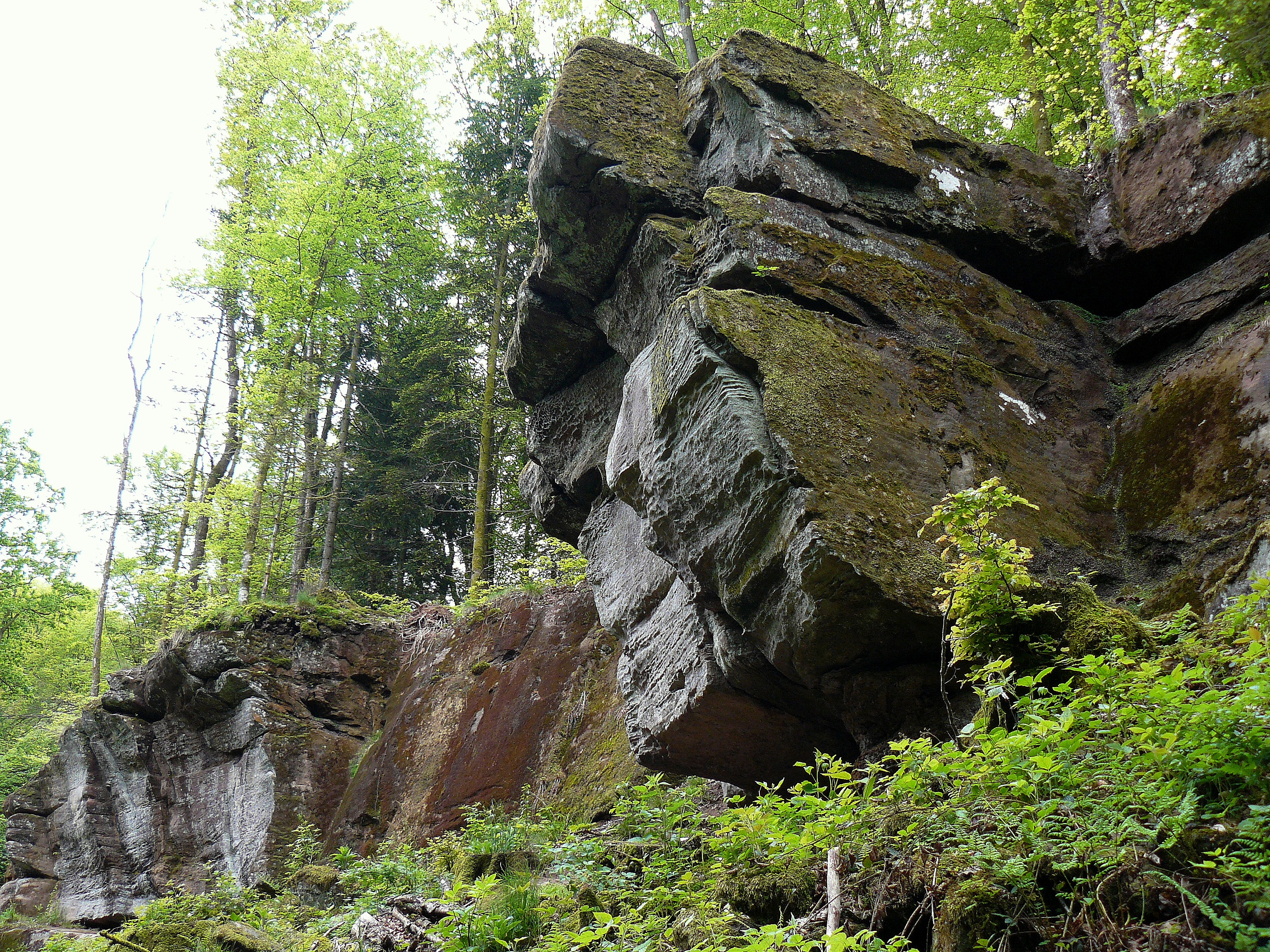
Au long du sentier des Pierres de Roûge.
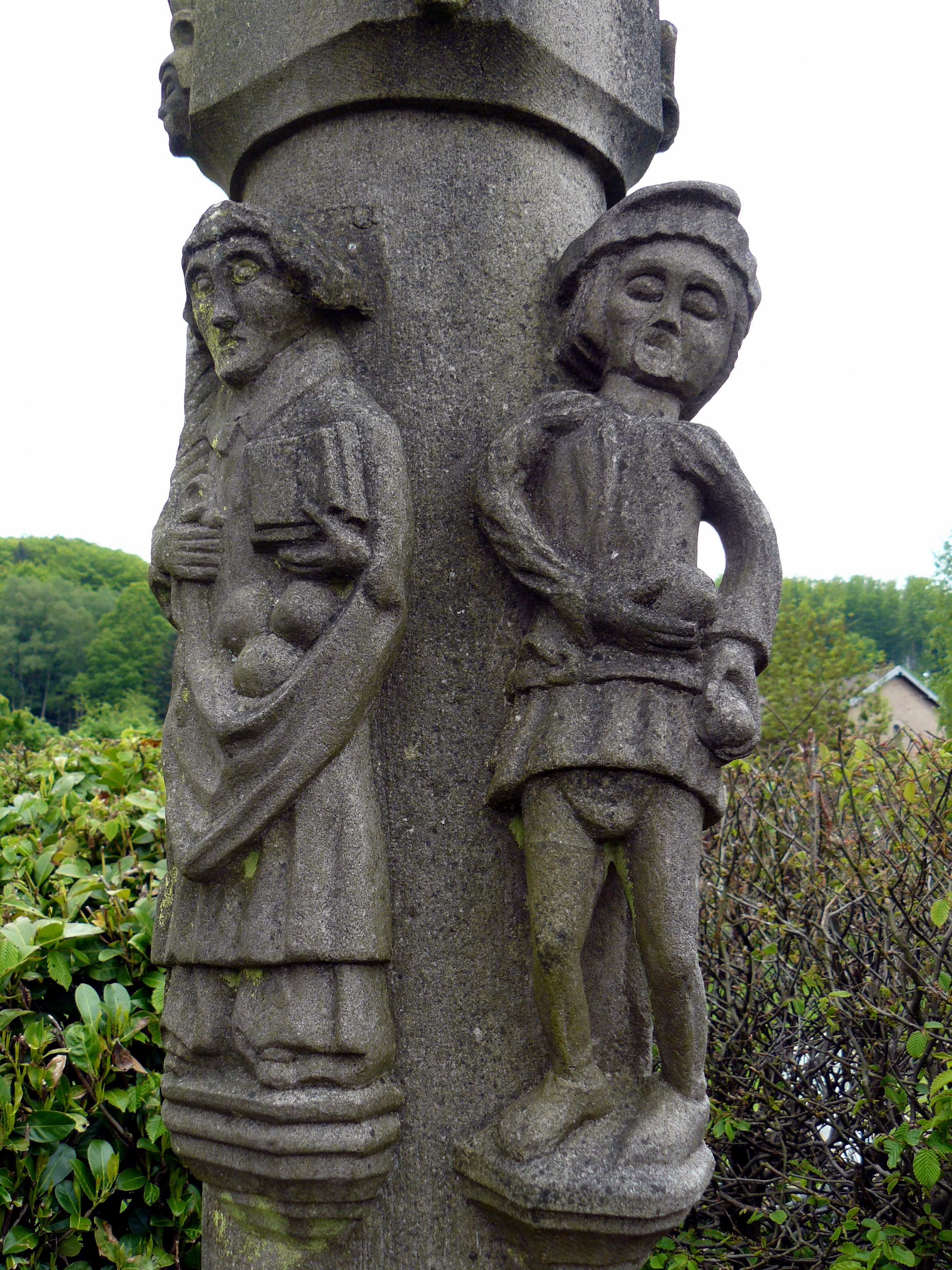
カルヴェールの細部

## 姉妹都市
- ザラハ、ドイツ